# Cosciniopsis declivis
Cosciniopsis declivis är en mossdjursart som beskrevs av Harmer 1957. Cosciniopsis declivis ingår i släktet Cosciniopsis och familjen Gigantoporidae. Inga underarter finns listade i Catalogue of Life.